# 牧内栄蔵
牧内 栄蔵（まきうち えいぞう、1920年12月18日 - 1995年9月25日）は、日本の経営者。倉敷紡績社長、会長を務めた。

## 経歴
東京都出身。1941年に大阪商科大学高商部を卒業し、1942年に倉敷紡績に入社。1965年12月に取締役に就任し、1967年12月に常務、1974年12月に専務を経て、1976年7月に副社長に就任し、1979年7月に社長に昇格。1987年7月には会長に就任し、1993年6月から相談役を務めた。
1984年4月に藍綬褒章を受章し、1992年4月に勲三等旭日中綬章を受章した。
1995年9月25日、肺炎のために死去。74歳没。